# خفي

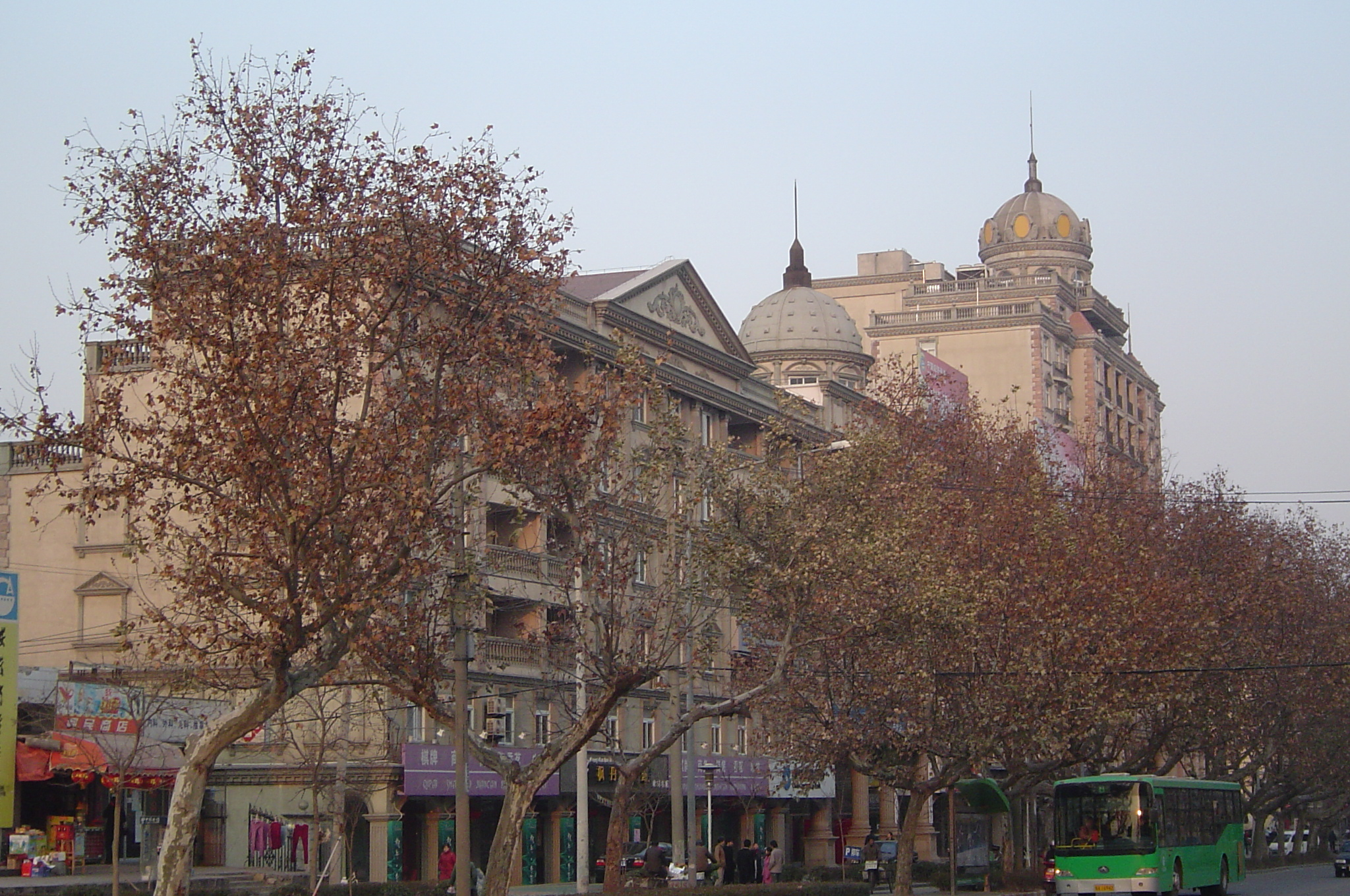
خفي في الشتاء

خفي (بالـصينية: 合肥 = Héféi) هي مدينة صينية تقع على ضفاف المجرى الأدنى من نهر يانغتسي، وهي عاصمة مقاطعة آنهوي. تعتبر مركزا صناعيا يصنع فيه تجهيزات الصناعة، والمواد الكيماوية، والتجهيزات المنزلية والمنتوجات النسيجية.
أسست المدينة أثناء عهد سلالة سونغ (960-1279 م) على نفس الموقع الذي تحتله الآن. أصبحت في القرن العاشر الميلادي عاصمة مملكة وو. بدأت نهضتها الصناعية في الثلاثينيات من القرن الماضي، في نفس الوقت الذي شرع في استغلال حقول الفحم الحجري في منطقة شمالي آنهوي.زادت الحيوية مع بداية تشغيل مصانع النسيج 1949 م وصناعات الحديد والصلب. عام 1949 م أصبحت «خبي» رسميا عاصمة لمقاطعة آنهوي على حساب مدينة آنتشينغ.

## المناخ
يظهر الجدول التالي التغييرات المناخية على مدار السنة لخفي:
| البيانات المناخية لـخفي                     | البيانات المناخية لـخفي | البيانات المناخية لـخفي | البيانات المناخية لـخفي | البيانات المناخية لـخفي | البيانات المناخية لـخفي | البيانات المناخية لـخفي | البيانات المناخية لـخفي | البيانات المناخية لـخفي | البيانات المناخية لـخفي | البيانات المناخية لـخفي | البيانات المناخية لـخفي | البيانات المناخية لـخفي | البيانات المناخية لـخفي |
| الشهر                                       | يناير                   | فبراير                  | مارس                    | أبريل                   | مايو                    | يونيو                   | يوليو                   | أغسطس                   | سبتمبر                  | أكتوبر                  | نوفمبر                  | ديسمبر                  | المعدل السنوي           |
| ------------------------------------------- | ----------------------- | ----------------------- | ----------------------- | ----------------------- | ----------------------- | ----------------------- | ----------------------- | ----------------------- | ----------------------- | ----------------------- | ----------------------- | ----------------------- | ----------------------- |
| الدرجة القصوى °م (°ف)                       | 20.2 (68.4)             | 27.5 (81.5)             | 30.4 (86.7)             | 34.7 (94.5)             | 36.4 (97.5)             | 37.8 (100.0)            | 41.1 (106.0)            | 41.0 (105.8)            | 38.6 (101.5)            | 34.7 (94.5)             | 30.1 (86.2)             | 22.5 (72.5)             | 41.1 (106.0)            |
| متوسط درجة الحرارة الكبرى °م (°ف)           | 6.9 (44.4)              | 9.4 (48.9)              | 14.4 (57.9)             | 21.1 (70.0)             | 26.6 (79.9)             | 29.3 (84.7)             | 32.2 (90.0)             | 31.8 (89.2)             | 27.8 (82.0)             | 22.5 (72.5)             | 16.0 (60.8)             | 9.7 (49.5)              | 20.6 (69.1)             |
| المتوسط اليومي °م (°ف)                      | 2.8 (37.0)              | 5.2 (41.4)              | 9.8 (49.6)              | 16.3 (61.3)             | 21.8 (71.2)             | 25.3 (77.5)             | 28.3 (82.9)             | 27.6 (81.7)             | 23.3 (73.9)             | 17.7 (63.9)             | 11.0 (51.8)             | 5.1 (41.2)              | 16.2 (61.1)             |
| متوسط درجة الحرارة الصغرى °م (°ف)           | −0.3 (31.5)             | 1.9 (35.4)              | 6.1 (43.0)              | 12.2 (54.0)             | 17.6 (63.7)             | 21.7 (71.1)             | 25.2 (77.4)             | 24.3 (75.7)             | 19.8 (67.6)             | 13.8 (56.8)             | 7.1 (44.8)              | 1.6 (34.9)              | 12.6 (54.7)             |
| أدنى درجة حرارة °م (°ف)                     | −20.6 (−5.1)            | −14.1 (6.6)             | −7.3 (18.9)             | −0.4 (31.3)             | 6.2 (43.2)              | 12.2 (54.0)             | 17.9 (64.2)             | 15.8 (60.4)             | 10.8 (51.4)             | 1.5 (34.7)              | −5.1 (22.8)             | −13.5 (7.7)             | −20.6 (−5.1)            |
| الهطول مم (إنش)                             | 42.4 (1.67)             | 52.3 (2.06)             | 76.6 (3.02)             | 81.4 (3.20)             | 91.1 (3.59)             | 142.9 (5.63)            | 173.3 (6.82)            | 126.0 (4.96)            | 67.2 (2.65)             | 57.4 (2.26)             | 59.4 (2.34)             | 30.8 (1.21)             | 1٬000٫8 (39.41)         |
| متوسط أيام هطول الأمطار (≥ 0.1 mm)          | 8.2                     | 8.9                     | 11.6                    | 10.3                    | 10.2                    | 10.6                    | 12.1                    | 11.0                    | 7.8                     | 8.5                     | 7.6                     | 6.0                     | 112.8                   |
| متوسط الرطوبة النسبية (%)                   | 75                      | 74                      | 72                      | 71                      | 71                      | 76                      | 80                      | 81                      | 77                      | 74                      | 74                      | 73                      | 75                      |
| ساعات سطوع الشمس الشهرية                    | 118.7                   | 113.5                   | 138.6                   | 168.0                   | 190.9                   | 165.5                   | 189.2                   | 190.9                   | 153.8                   | 154.4                   | 148.7                   | 135.8                   | 1٬868                   |
| نسبة وصول أشعة الشمس                        | 38                      | 37                      | 35                      | 42                      | 44                      | 41                      | 46                      | 50                      | 43                      | 46                      | 48                      | 46                      | 43                      |
| المصدر: China Meteorological Administration |                         |                         |                         |                         |                         |                         |                         |                         |                         |                         |                         |                         |                         |

## توأمة
لخفي اتفاقيات توأمة مع كل من:
- كولومبوس [8]
- فريتاون [9]
- كورومي [9]
- بوجومبورا [9]
- آلبورغ (1986 -)[10]
- لاردة [9]
- City of Darebin [الإنجليزية]‏ [9]
- بلفاست [9]
- أوسنابروك (8 نوفمبر 2006 -)[9]
- وونجو [9]
- Aalborg Municipality [الإنجليزية]‏ منذ (1986 -)
- سانتياغو

## أعلام
- تاو تشو
- تشن شياو
- تشين يانج
- يانج يوانكينج